# Don Juan Tenorio (película de 1949)
Don Juan Tenorio es una película de Argentina en blanco y negro dirigida por Luis César Amadori según el guion de Pascual Guillén sobre la obra homónima de José Zorrilla que se estrenó el 17 de febrero de 1949 y que tuvo como protagonistas a Luis Sandrini, Tita Merello, Virginia Luque, Jorge Salcedo y Ricardo Galache.

## Reparto
- Luis Sandrini ... Don Juan Retama
- Tita Merello ... Brígida
- Virginia Luque ... Doña Inés
- Jorge Salcedo ... Juan Alberto Campos "Juanito"
- Ricardo Galache ... Don Gonzalo de Ulloa
- Andrés Mejuto
- Alberto Contreras
- Federico Mansilla ... Profesor
- Berta Ortegosa ... Doña Ana de Pantoja
- Alberto de Mendoza ... Joven bromista
- Ricardo Canales
- Mercedes Díaz
- Arsenio Perdiguero
- Manuel Alcón
- Liana Moabro ... Mujer en bar